# علم الأحياء المائية

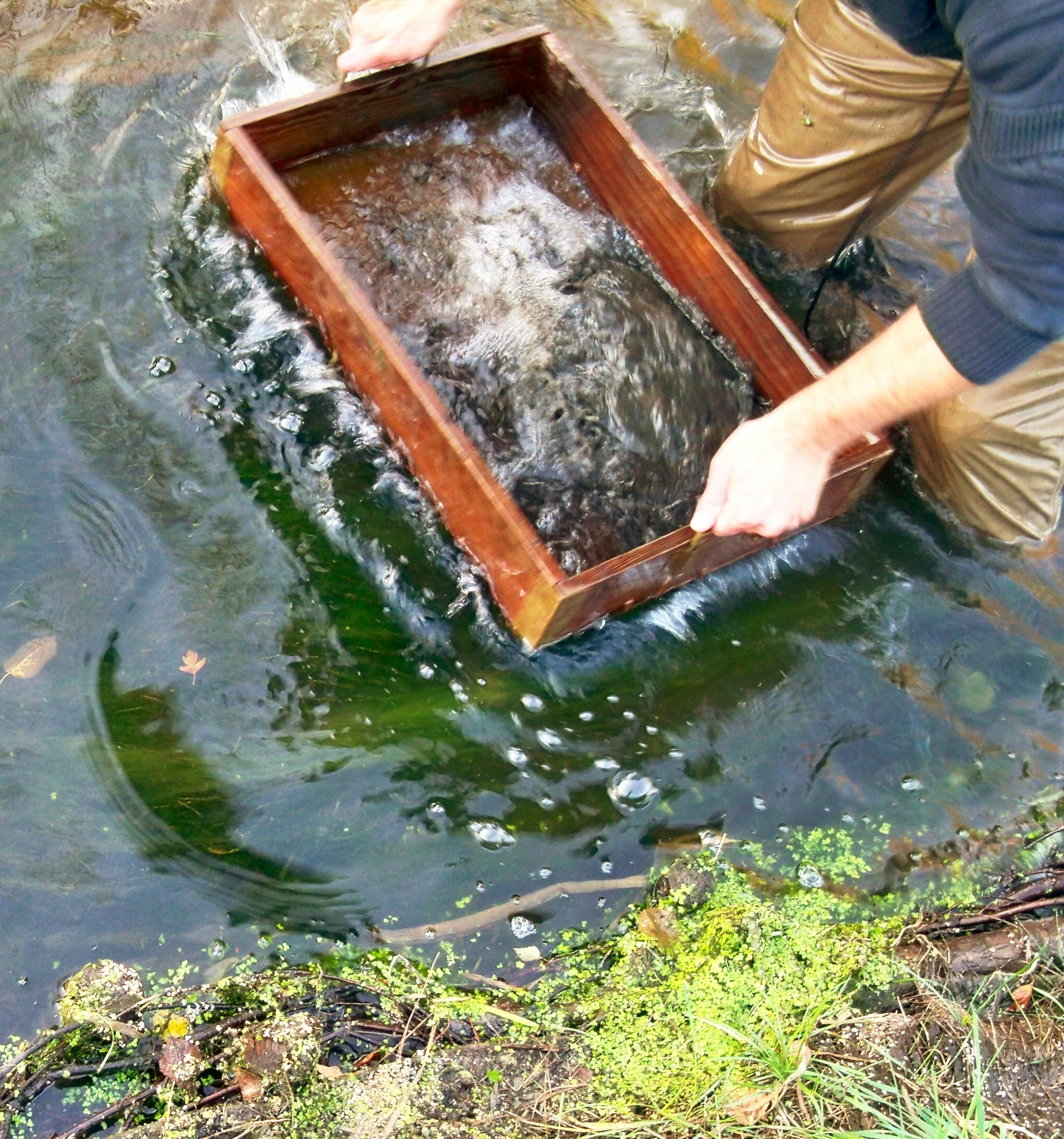

علم الاحياء المائية هو علم الحياة والعمليات الحياتية في ال الماء. يمكن الاطلاع على الكثير من علم الاحياء المائية الحديثة كنظام فرعي من البيئة ولكن مجال علم الاحياء المائية يتضمن التصنيف، علم الأحياء الاقتصادي، علم الأحياء الصناعية، التشكل، علم وظائف الأعضاء وما إلى ذلك. الجوانب التي تميزه واحدة هو أن جميعها تتصل بالكائنات المائية. ويرتبط الكثير من العمل بشكل وثيق مع علم المياه العذبة ويمكن تقسيمها إلى نظام بيئة (المياه المتدفقة) lotic و نظام بيئة (المياه الراكدة) lentic.
التصنيف هو العلم الذي يسعى إلى تحديد ووصف الأنواع ولد قبل حوالي 300 سنة بقيادة عالم الأحياء السويدي كارل لينيوس.علم التصنيف حقق طفرة كبيرة بفضل تقنية جديدة تم التوصل إليها في إطار مشروع يموله الاتحاد أوروبي. يتم وضع إحدى هذه المخلوقات التي اكتشفت في البحر في ماسح ضوئي مقطعي محسوب. الجهاز يأخذ سلسلة من صور الأشعة السينية التي سيتم تحويلها تلقائيا إلى نماذخ ثلاثية الأبعاد في غاية الوضوح.
واحدة من المساحات الكبيرة للبحوث الحالية هي التشبع الغذائي. يوجه اهتمام خاص بالمكونات الحيوية في تفاعلات مستعمرات البلانكتون مع المجاميع بما في ذلك الحلقة الجرثومية، وآلية تأثير إزهار الماء وحمل الفوسفور. وتجرى دراسات على المدى التدريجي الطويل على التغيرات في التكوين الايوني لمياه الأنهار والبحيرات والخزانات في مستعمرات صلة مع الأمطار الحمضية والإخصاب. أحد الأهداف من البحوث الحالية . استجلاء هذه الوظائف البيئية الأساسية للنظام البيئي في مستعمرات الخزانات، والتي تعتبر هامة لإدارة نوعية المياه وإمدادات المياه.